# Fish Smell Village
Fish Smell Village var en by bygget og beboet af ponca-indianere ca. 1837-1877 i Knox County, Nebraska. Den blev grundlagt af poncaer, der søgte væk fra hovedbyen Grey Blanket Village for at undslippe en koppe-epidemi, der bredte sig på prærien i 1837.:123 
Bynavnet forklares på to måder: 1) Indbyggerne elskede fisk fanget i vandløbene og spiste så mange, at de lugtede af dem.:123  2) Et forår var byen indhyllet i stanken af døde fisk på bredderne af den nærliggende Missouri River.:6 
Syd for byen lå en begravelsesplads på en højderyg, og i en periode fandtes der en handelsstation tæt ved Fish Smell Village.:123  I 1858 bestod byen af 50 jordhytter, mens der i 1874 levede 144 personer fordelt på 46 familier i den. Ponca-høvding Big Drum ledede byen gennem en tid.:124  Indbyggerne gik for at være mere interesserede i nye ideer og for at acceptere forandringer i et hurtigere tempo end folkene i Grey Blanket Village. :191 
Poncaerne gennemførte deres sidste soldans før stammens tvungne flytning til Oklahoma i 1877 ved Fish Smell Village.:123 